# Ponana serrella
Ponana serrella är en insektsart som beskrevs av Delong och Martinson 1973. Ponana serrella ingår i släktet Ponana och familjen dvärgstritar. Inga underarter finns listade i Catalogue of Life.